# Radøy (Lindås)
Ne doit pas être confondu avec Radøy.
Radøy est une île norvégienne du comté de Vestland appartenant administrativement à Lindås.

## Description
Rocheuse et couverte d'arbres, elle s'étend sur environ 31,9 km de longueur pour une largeur approximative de 7,11 km.
Le Hjeltefjorden et le Radfjorden (en) coulent le long de la côte ouest et les Lurefjorden et Radsundet coulent le long de la côte est. L'île de Fosnøy se trouve au nord de Radøy, l'île de Toska se trouve à l'ouest, l'île de Holsnøy se trouve au sud et la péninsule de Lindås se trouve à l'est.

## Histoire

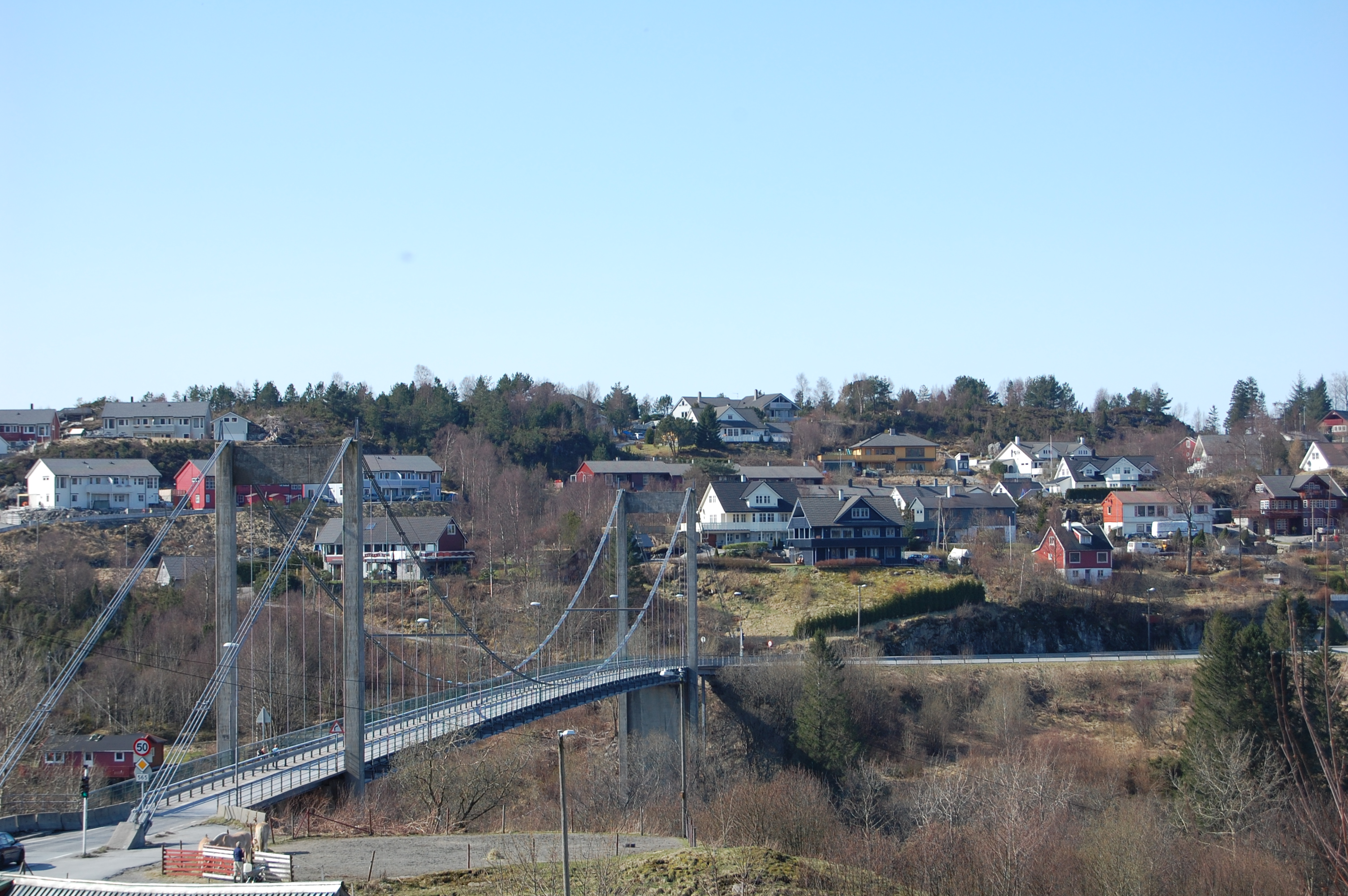
Le pont d'Alversund

L'île avait une population de 5 280 habitants en 2001, les plus grandes zones urbaines étant le village de Manger sur la côte centre-ouest et le village de Bøvågen sur la côte nord. Radøy est relié au continent via le pont d'Alversund à la pointe sud de l'île.
Historiquement, l'île faisait partie des anciennes communes de Manger qui ont été divisées en trois communes en 1924 : Hordabø (en), Manger et Sæbø. En 1964, presque toute l'île a été unie en tant que municipalité de Radøy (le reste faisant partie de la municipalité de Lindås. En 2020, toute l'île est devenue une partie de la municipalité d'Alver.